# 1501 у науці
У 1501 році в науці й техніці відбулися такі важливі події.

## Астрономія
- Нілаканта Сомаяджі завершує свій астрономічний трактат Тантрасамграха.
- Амеріго Веспуччі наносить на карту дві зірки Альфа Центавра та Бета Центавра, а також зірки сузір’я Хреста, які знаходяться під горизонтом у Європі.

## Відкриття
- 25 березня — португальський мореплавець Жуан да Нова, ймовірно, відкриває острів Вознесіння.[1]
- 1 листопада (День усіх святих) — Амеріго Веспуччі відкриває та дає назву Затоці всіх святих у Бразилії.[2]
- Гашпар Корте-Реал здійснює першу відому висадку в Північній Америці західноєвропейським дослідником цього тисячоліття.[3]
- Родріго де Бастідас стає першим європейцем, який дослідив Панамський перешийок.[3]

## Медицина
- Спалах лихоманки, головного болю, пітливості та чорного язика поширюється Європою до 1587 року. Спочатку її називали morbus Hungaricus (угорська хвороба), пізніше її розглядатимуть як спалах висипного тифу.[4]

## Народились
- 17 січня — Леонарт Фукс (помер 1566), німецький ботанік.
- 23 березня — П'єтро Андреа Маттіолі (помер 1577), італійський лікар і ботанік.
- 24 вересня — Джироламо Кардано (помер 1576), італійський математик і лікар.
- Гарсіа де Орта (помер 1568), португальський єврейський лікар сефард.
- Йодокус Вілліх (помер 1552), німецький лікар і гуманіст.

## Померли
- Гашпар Корте-Реал (народився близько 1450), португальський дослідник.
- Жуан Фернандіш Лаврадор (нар. 1453), португальський дослідник.